# Megachile nitidiscutata
Megachile nitidiscutata là một loài Hymenoptera trong họ Megachilidae. Loài này được Friese mô tả khoa học năm 1920.